# Pro Ecclesia et Pontifice
A Medalha Pro Ecclesia et Pontifice (em latim: Pela Igreja e Papa) é uma ordem honorífica da Igreja Católica Romana, também conhecida como Cruz de Honra. A medalha foi criada pelo Papa Leão XIII em 17 de julho de 1888 para comemorar seu jubileu de ouro e era originalmente dada aqueles que ajudaram e promoveram o jubileu, e que de outras maneiras ajudaram no sucesso do jubileu e da Exposição do Vaticano.
Atualmente é dada a clérigos e leigos que prestaram serviços relevantes à Igreja Católica. É a medalha de valor mais elevado que pode ser dada a uma pessoa leiga, pelo Papa.

## Galeria

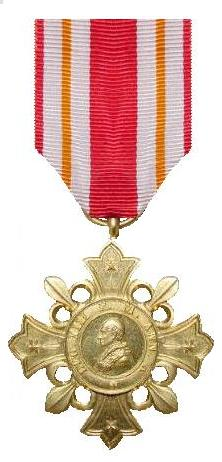
Versão 1888
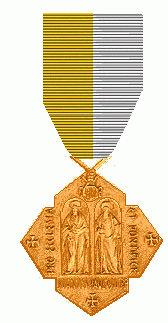
Versão 1978–2005
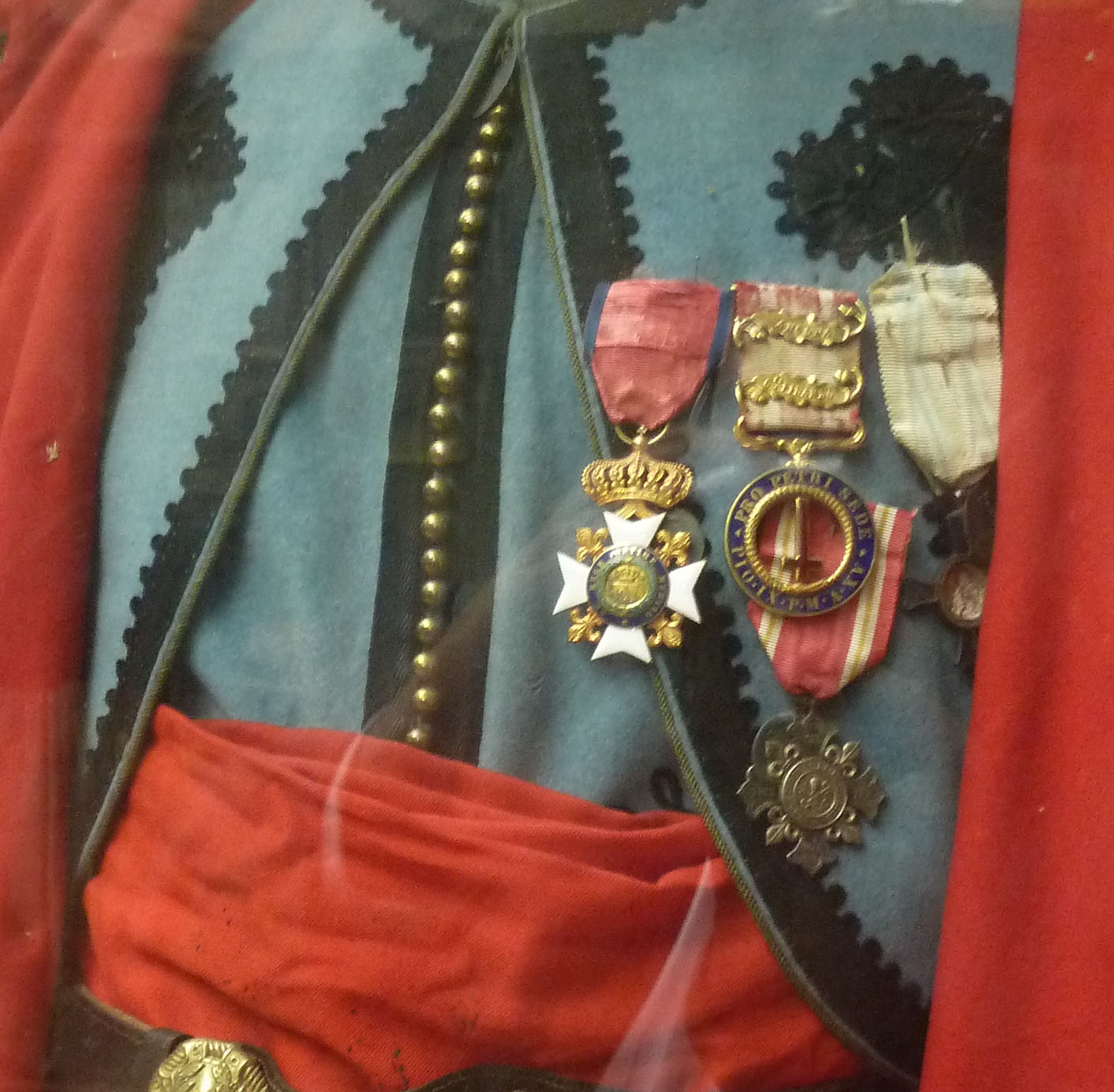
A medalha no uniforme de um zuavo papal
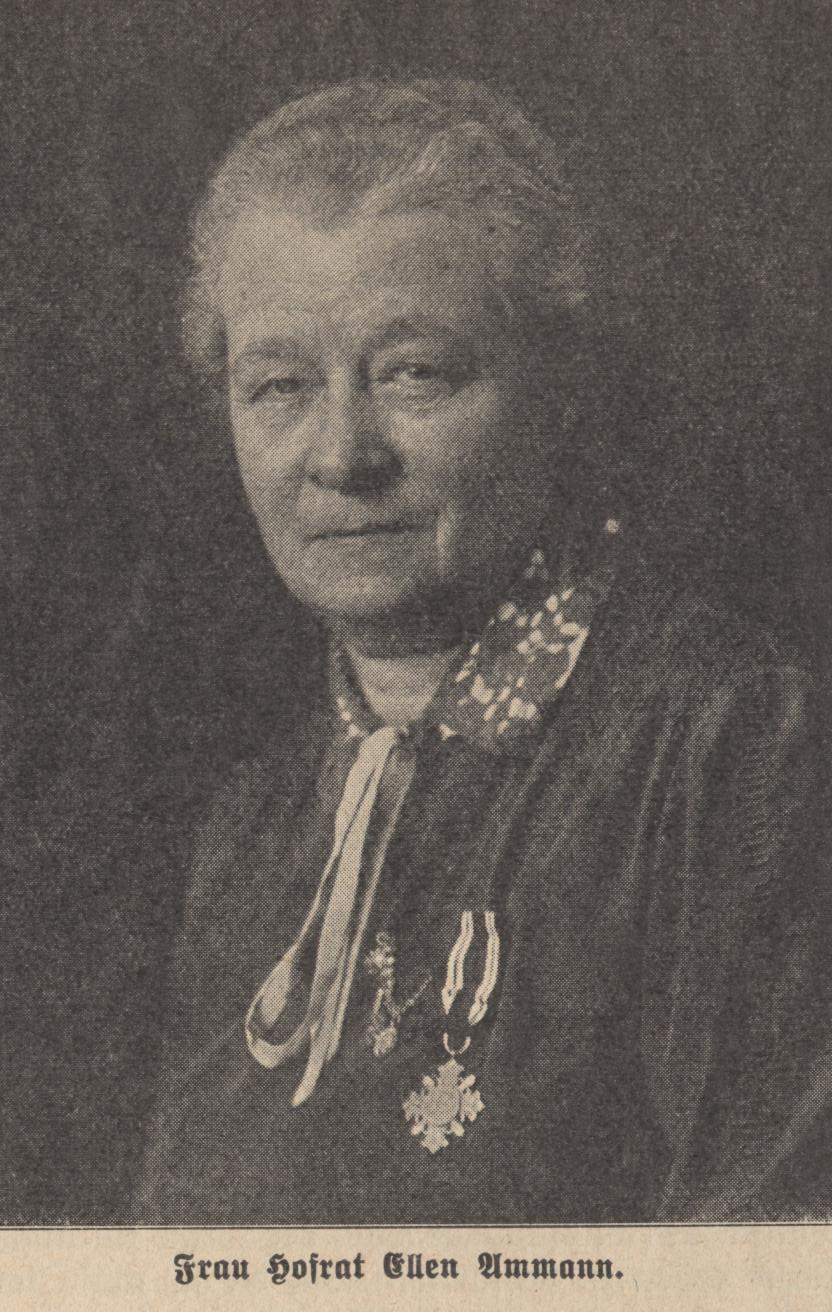
Ellen Ammann com Pro Ecclesia et Pontifice